# Salário-família
Salário-família (ou Abono de Família em Portugal) é o benefício pago pela Previdência Social brasileira (CRFB, art. 7°, XII) ou Segurança Social portuguesa aos trabalhadores com salário mensal na faixa de baixa renda, para auxiliar no sustento de filhos (assemelham-se ao conceito de filhos: o enteado, o tutelado ou o que está sob a guarda do empregado) de até 14 anos de idade. O segurado recebe uma quota por filho e por emprego e ambos os pais recebem.

## Quem tem direito?
Somente têm direito ao benefício os trabalhadores empregados, inclusive os domésticos (conforme alteração recente), os avulsos e os aposentados. Contribuintes individuais, segurados especiais e facultativos não recebem salário-família.
Abaixo, é transcrito o artigo 84 do Decreto Federal 3 265, de 29 de novembro de 1999, publicado em 30 de novembro de 1999, que altera o regulamento da Previdência Social, no que diz respeito aos requisitos para o pagamento do salário-família:
Art.84 – O pagamento do salário-família será devido a partir da data da apresentação da certidão de nascimento do filho ou da documentação relativa ao equiparado, estando condicionada à apresentação anual de atestado de vacinação obrigatória, até seis anos de idade, e de comprovação semestral de freqüência à escola do filho ou equiparado, a partir dos sete anos de idade.— Decreto Federal nº 3 265
O referido decreto prevê a suspensão do pagamento do salário-família, caso o servidor não apresente a documentação exigida.

## Informações importantes
O incapaz só receberá salário-família se não for segurado da previdência, ou seja, deve ser dependente de segurado.

### Cessação
- Morte do segurado.
- Quando o segurado deixa de ser baixa renda.
- Morte do filho ou do equiparado.
- Quando o filho ou o equiparado completar 14 anos.
- Pela recuperação da capacidade.
- Pelo desemprego do segurado.

## Histórico
O salário-família foi instituído no Brasil na década de 1930, através da Lei nº 185, de janeiro de 1936 e do Decreto-Lei nº 399, de abril de 1938. O Decreto-Lei nº 2 162, de 1º de maio de 1940, fixou os valores do salário mínimo, que passaram a vigorar a partir do mesmo ano. Em 1963, através da Lei nº 4 266, de 3 de outubro de 1963, e do Decreto-Lei nº 53 153, de 10 de dezembro de 1963, o benefício foi estendido a todos os trabalhadores brasileiros e correspondia a 5% do salário-mínimo local para cada filho menor, de qualquer condição, até 14 anos de idade.
A Lei nº 5 890, de 8 de junho de 1973, integrou o salário-família no elenco das prestações asseguradas pela Previdência Social (antigo INPS), delegando aos empregadores o encargo de conceder e pagar as quotas aos respectivos empregados. Através da Emenda Constitucional nº 20, de 15 de dezembro de 1998, o salário-família passou a ser um benefício restrito aos trabalhadores de baixa renda, sendo regulamentado pela Portaria nº 4 883/98 do Ministério da Previdência Social. O Decreto nº 3 265, de 29 de novembro de 1999, em seu Art. 84, § 2º, condiciona a concessão do salário-família à comprovação da vacinação obrigatória e da frequência escolar nas idades estabelecidas pelo INSS.
O valor atual do salário-família é determinado pelo  Decreto nº 8 618, de 29 de dezembro de 2015, Corresponde a R$ 41,37, por filho de até 14 anos incompletos ou inválido, para quem ganhar até R$ 806,80. Para o trabalhador que receber de R$ 806,81 até R$ 1 212,64, o valor do salário-família por filho de até 14 anos de idade ou inválido de qualquer idade será de R$ 29,16. (valores de 2016).